# 3-Bromtetrahydrofuran
3-Bromtetrahydrofuran ist eine organische Verbindung und ein Derivat des Tetrahydrofurans.

## Herstellung
3-Bromtetrahydrofuran kann durch Bromierung von 3-Hydroxytetrahydrofuran hergestellt werden. Hierzu eignet sich ein bromiertes Enamin, das aus N,N-Dimethylisobutylamid hergestellt wird, indem dieses mit Carbonylbromid und dann mit Triethylamin umgesetzt wird.

## Reaktionen
Durch Reaktion mit elementarem Lithium wird 3-Bromtetrahydrofuran zu 3-Buten-1-ol gespalten. Im Gegensatz zu vielen anderen β-halogenierten Ethern zeigt es jedoch keine Reaktion mit Magnesium. 3-Bromtetrahydrofuran eignet sich als Edukt für Kreuzkupplungen mit Aromaten, zum Beispiel mit bromierten Aromaten unter Katalyse mit Nickel oder in einer Suzuki-Kupplung mit Boronsäuren. Durch Reaktion mit Bispinacolatodibor  in Gegenwart von Kupfer(I)-iodid und anschließende Reaktion mit Kaliumhydrogendifluorid wird ein Trifluoroborat gebildet, das in einer Minisci-Reaktion eingesetzt werden kann.

## Externe Links zu erwähnten Verbindungen
1. ↑  Externe Identifikatoren von bzw. Datenbank-Links zu (R)-3-Bromtetrahydrofuran:  CAS-Nr.: 2200583-24-8, PubChem: 69564763, ChemSpider: 32791230, Wikidata: Q131282990.
2. ↑  Externe Identifikatoren von bzw. Datenbank-Links zu (3S)-3-Bromtetrahydrofuran:  CAS-Nr.: 1583270-83-0, PubChem: 86306948, ChemSpider: 32791231, Wikidata: Q131283003.
3. ↑  Externe Identifikatoren von bzw. Datenbank-Links zu N,N-Dimethylisobutylamid:  CAS-Nr.: 21678-37-5, EG-Nr.: 606-821-6, ECHA-InfoCard: 100.123.514, PubChem: 243415, ChemSpider: 212812, Wikidata: Q72470727.